# Sylvain Georges
Sylvain Georges (Beaumont, 1984. május 1. –) korábbi profi francia kerékpáros. A 2013-as Giro d’Italia a francia AG2R La Mondiale versenyezőjeként egy doppingellenőrzés során Heptaminol nevű tiltott szer használatát mutatták ki nála. Kérhette volna, hogy végezzenek el B tesztet, azonban ő inkább önként feladta a versenyt. Csapata később jelentette be, hogy szerződését felbontották.

## Eredményei
2005
7. - Chrono Champenois
2006
4. - Chrono Champenois
2008
7. - GP Ville de Lillers - Souvenir Bruno Comini
2009
1. - GP de Vougy
1. - GP de Peymeinade
1., összetettben - Tour de Maurice
1., 1a szakasz
1., 1b szakasz
1., 2. szakasz
1., 3. szakasz
3., összetettben - GP Chantal Biya
2010
1., 3. szakasz - Circuit de Saône-et-Loire
1., 1. szakasz - Tour de Franche Comté Cycliste
8., összetettben - Rhône-Alpes Isére Tour
2011
1. - GP Plumelec-Morbihan
1., összetettben - GP de Plumelec-Morbihan
1., összetettben - Rhône-Alpes Isére Tour
1., 1. szakasz
1., 3. szakasz
2. - GP d'Ouverture La Marseillaise
10., összetettben - Tour du Finistére